# Szakály Dénes
Szakály Dénes (Nagyatád, 1988. március 15.) magyar labdarúgó, az MTK játékosa. Többszörös U21-es válogatott játékos, posztját tekintve középpályás.

## Pályafutása
Szakály Dénes, Somogy megyében, Nagyatádon született, de Kaposváron kezdte el profi pályafutását. Bátyja Szakály Péter, az Újpest FC játékosa.

### Kaposvár
2005-től a Kaposvári Rákóczi igazolt játékosa volt, de az első NB1-es szezonjában, csak egy mérkőzésen lépett pályára. Bemutatkozó mérkőzése hazai pályán az MTK ellen volt, ahol tizenegy percet játszott (1-3). A bajnokság legvégén a hetedik helyen zárt a Kaposvár.
Második profi szezonjában már több bizalmat kapott. Tizenkilencszer játszott a bajnokságban. Megszerezte első gólját is a Kaposvár színeiben. 2006. augusztus 19-én a Vác ellen, idegenben talált a hálóba. Ez a gól végül győzelmet jelentett csapatának. A szezon végén, ugyanúgy mint az előtti évben, hetedik helyen végeztek.
A 2007-08-as szezonban, csak két meccsel játszott többet mint az azelőtti évben. Így tehát huszonegy meccsen lépett pályára, és ezeken egy gólt szerzett. Az egyetlen gólját a Debrecennek lőtte. A végelszámolásnál a Kaposvár a hatodik helyen állt.
A következő szezon őszi felében sérülései miatt, csak öt mérkőzésen lépett pályára. Gólt nem szerzett. Decemberben merült fel, hogy Székesfehérvárra igazol, a sérüléssel bajlódó Dvéri Zsolt pótlásának érdekében. Eleinte a fehérvári vezetőség bátyját, Pétert szerette volna leigazolni de őt a Lokihoz érvényben lévő szerződés kötötte. Végül az egyezség létrejött, így  Dénes az FC Fehérvár játékosa lett.

### Videoton
2009. január 12-én, Szakály három és fél évre kötelezte el magát a Fejér megyei csapathoz. A tavaszi szezonban a 17-es mezt viselte. A bajnokságban egy mérkőzés híján az összes találkozón pályára lépett, és a bizalmat két góllal hálálta meg. Első gólját az új csapatában, 2009. április 17-én szerezte az MTK Budapest ellen, idegenben (0-4). Második szezonbéli gólját a Zalaegerszeg ellen lőtte. A Fehérvárral a hatodik helyen végzett.
A következő idényben, csapata régi-új nevén játszott, Videoton FC-ként. Szakály a mezét cserélte le, 7-re. az őszi szezonban tizennégy mérkőzésen játszott. Két gólt szerzett, mind a kettőt a Paks ellen. Először duplázott pályafutása során egy mérkőzésen. Ebben a szezonban egyszer már pályára lépett a Videoton II színeiben is a ZTE II ellen.

### MTK
2022. január 3-án jelentették be, hogy az MTK csapatához szerződött.

### A válogatottban
Korábban tagja volt a Várhidi Péter vezette, U19-es csapat bő keretének. 2009-ben rendszeres tagja volt az U21-es válogatottnak. Ezidáig négyszer lépett pályára a csapat színeiben. 2010-ben ezzel a csapattal, ami az olimpiai válogatott is egyben, Szakály is elutazott a törökországi edzőtáborba.
A felnőtt válogatottba eddig még nem kapott meghívót.

## Sikerei, díjai
Videoton FC
- Magyar bajnok: 2011
- Magyar bajnoki ezüstérmes: 2010